# 李陞街
李陞街（英語：Li Sing Street）是香港島中西區西營盤的一條南北縱向街道，位於高陞街及皇后大道西之間，全長約65米。

## 歷史
李陞街是以十九世紀的香港富商李陞命名。
在1894年的街道名冊上，可見街道原被譯作原名「利星街」。當期時翻譯員混淆了Li Sing“Li”為姓利的「利」，誤把Li Sing 翻譯成「利陞」。後來因李氏家族抗議，才正名為李陞街。

## 鄰近
- 李陞街遊樂場
- 俊陞華庭
- 高陞街